# Belm
Belm là một đô thị của huyện Osnabrück, bang Niedersachsen, Đức. Đô thị này có diện tích 46,67 km². Belm nằm bên Wiehengebirge, cự ly khoảng 7 km về phía đông bắc của Osnabrück.